# 金銅輪
金銅輪（？—572年），6世纪新罗宗室，第24任国王真兴王的儿子，第26任国王真平王的父亲。
金銅輪娶他的姑母萬呼夫人为妻。真兴王二十七年（566年），真兴王立王子金銅輪爲王太子，向南陳遣使，貢方物。真兴王三十三年（鴻濟元年，572年）三月，王太子金銅輪卒，真兴王遣使向北齊朝貢。真兴王三十七年（576年），真兴王去世，的弟弟真智王即位。真智王四年（579年），真智王被废，金銅輪的儿子金伯净即位为真平王。

## 家族
- 父亲：真兴王
- 母亲：思道王后
  - 夫人：萬呼夫人，葛文王金立宗之女
    - 儿子：真平王
    - 儿媳：摩耶夫人
      - 孙女：善德女王

    - 儿子：金伯飯葛文王
    - 儿子：金國飯葛文王
    - 儿媳：月明夫人
      - 孙女：真德女王

    - 女儿：艾松宮主

  - 夫人：允宮夫人
    - 女儿：允實宮主